# ایستگاه متروی شهید آرمان علی‌وردی (کوهسار)
ایستگاه متروی شهید آرمان علی وردی با نام اولیه ایستگاه کوهسار یکی از ایستگاه‌های خط ۶ متروی تهران است که در شمال محله شهران در انتهای شمالی بلوار کوهسار واقع شده و در ۱۸ مهر ۱۴۰۲ به بهره‌برداری رسید.

## تغییر نام
ابتدا نام «کوهسار» برای این ایستگاه انتخاب شده بود اما ساعاتی پیش از افتتاح، به دستور علیرضا زاکانی، شهردار تهران به آرمان علی‌وردی تغییر کرد. این ایستگاه با حضور سید ابراهیم رئیسی افتتاح شد.